# Hạnh phúc tựa như hoa (phim truyền hình)
Hạnh Phúc tựa như hoa (幸福像花儿一样) là bộ phim dựa trên tiểu thuyết cùng tên của nhà văn Thạch Chung Sơn (石钟山) được sản xuất năm 2005

## Diễn viên
| Diễn viên      | Vai diễn         |
| -------------- | ---------------- |
| Tôn Lệ         | Đỗ Quyên         |
| Đặng Siêu      | Bạch Dương       |
| Tân Bách Thanh | Lâm Bân          |
| Ân Đào         | Đại Mai          |
| Vương Ất Trúc  | Trịnh Viễn Viễn  |
| Vu Tân         | Đại Hải          |
| Vương Lệ Vân   | mẹ Bạch Dương    |
| Vương Chí Định | Bạch Bộ trưởng   |
| Đường Tư Đễ    | Diệp Đoàn trưởng |
| Chu Tông Ấn    | Vương bộ trưởng  |
| Điền Linh      | Tiếu đội trưởng  |

## Nội dung
Bộ phim xoay quanh nữ diễn viên tài năng Đỗ Quyên (Tôn Lệ) thuộc đoàn múa của văn công quân khu.Phim thể hiện sự biến hóa lớn của vận mệnh,tái hiện sinh động cuộc sống quân nhân những năm 80 thế kỷ 20 với tính cách đơn giản chân thành và mô tả tình yêu của ánh nắng mặt trời
Nữ nhân vật chính Đỗ Quyên (Tôn Lệ) là 1 diễn viên múa xinh đẹp,lương thiện yêu cuộc sống,cô tỏa sáng như ánh mặt trời giữa bạn bè.Lâm Bân - một anh hùng trong chiến đấu,chính trực tài giỏi là thần tượng trong trái tim Đỗ Quyên (Tôn Lệ) đây chính là mối tình đầu của cô.Nhưng tình yêu này không chịu đựng sự thử thách và khó khăn,Đỗ Quyên tình cờ kết hôn với Bạch Dương (Đặng Siêu) - con trai cán bộ cao cấp.Cuộc sống hôn nhân bình lặng không làm thay đổi Đỗ Quyên,cô luôn tuân thủ các nguyên tắc của bản thânvà theo đuổi hạnh phúc được quan tâm chia sẻ.Bạch Dương trước biến cố lớn của thời đại đã mất đi phương hướng đã chọn cách trốn tránh
Đại Mai (Ân Đào) bạn thân của Đỗ Quyên (Tôn Lệ),vũ công xuất sắc trong quân đội lại theo đuổi lý tưởng.Còn Đỗ Quyên (Tôn Lệ) sau khi kết hôn, (Đặng Siêu) muốn cô nghỉ việc ở nhà. Hai người bạn thân đã có sự lựa chọn khác nhau vì hạnh phúc của bản thân.